# Panorpa cognata
Espèce
Panorpa cognata est une espèce de panorpes ou mouches scorpions de l'ordre des mécoptères.
Elle est appelée « mouche scorpion » car le mâle possède à l'extrémité de l'abdomen une sorte de fausse queue de scorpion inoffensive.

## Identification
Ailes membraneuses avec des taches noires. « Bec » étiré vers le bas. Abdomen noir rayé de jaune. Extrémité de l'abdomen orangé.

## Mode de vie
On les trouve dans les haies et les bois. Se posent souvent sur les feuilles horizontales. Carnivores, elles se nourrissent essentiellement d'insectes morts et charognes, mais aussi de groseilles très mûres. Les panorpes passent la plus grande partie de leur vie d'adulte à grimper sur les plantes, en des lieux ombragés. Vol faible. Adultes visibles de mai à juillet.

## Répartition
Europe.